# Akademischer Sportverband Zürich

Logo zwischen 1999 und 2014

Logo vor 1999

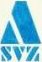
Logo um 1977

Der Akademische Sportverband Zürich (ASVZ) ist der Fachverband für Hochschulsport in Zürich. Der Verein organisiert den Hochschulsport für die ETH Zürich, Universität Zürich und Zürcher Fachhochschule.

## Veranstaltungen
- SOLA-Stafette
- UNI-POLY Ruderregatta
- Volleynight

weitere

## Mitglieder
- ETH Zürich
- Universität Zürich
- Zürcher Fachhochschule

und Akademische Sportvereine (Mitgliedervereine)

### Mitgliedervereine
- Akademischer Alpen-Club Zürich (AACZ)
- Akademischer Badmintonverein Zürich (ABV Zürich)
- Akademischer EHC Zürich (AECZ), Eishockey
- Akademischer Fechtclub Zürich (AFZ)
- Akademische Fluggruppe Zürich (AFG), Segelfliegen
- Akademische Reitsektion (ARS)
- ASVZ Birds, Flag Football
- Aviron Romand, Rudern
- GC Amicitia Zürich (GC), Handball
- Golfclub Universität & ETH Zürich
- Nordiska Roddföreningen Zürich (NRF), Rudern
- Polytechniker Ruderclub Zürich (PRC)
- Racing-Club Zürich, Fussball, Futsal
- Ruderverein Industrieschule Zürich (RIZ)
- Akademischer Schachclub Reti
- Schützenverein Schweizerischer Studierender (SSS)
- Schweizerischer Akademischer Skiclub, Sektion Zürich (SAS)
- Studenten Wasserball Zürich (SWZ)
- Toxophiloi Academici Turico (TAT), Bogenschiessen
- Akademische Turnerschaft Utonia Zürich
- Volleyballclub Spada Academica Zürich
- Zürcher Studenten Skitourenclub (ZSS)
- Zürcher Lions Lacrosse Academics

Quelle: 